# Wombwell
Wombwell is een plaats in het bestuurlijke gebied Barnsley, in het Engelse graafschap South Yorkshire. In 2001 telde de plaats 10688 inwoners.